# ابر هیل

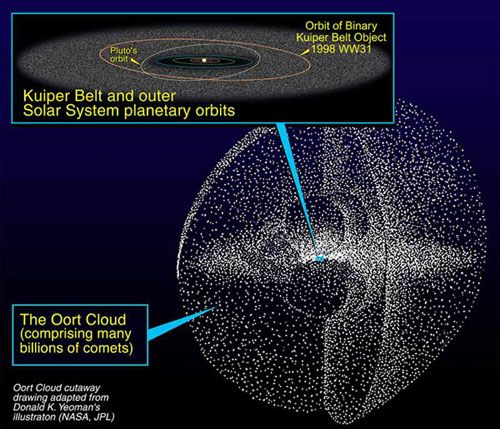
انگاشت هنری از ابر اورت، ابر هیل و کمربند کویپر

در اخترشناسی، ابر هیل یا ابر اورت درونی یا ابر درونی، (به انگلیسی: Hills cloud)، یک قرص پیرا-ستاره‌ای بسیار گستردهٔ، منطقهٔ درونی ابر اورت است که مرز بیرونی آن تا حدود ۲۰٬۰۰۰ تا ۳۰٬۰۰۰ واحد نجومی از خورشید است، و مرز درونی آن، که به روشنیِ کمتری تعریف شده، از ۱۰۰ تا ۳٬۰۰۰ واحد نجومی فرض شده، این مسافت بسیار فراتر از کمربند کویپر و مدارهای سیاره‌هاست، ولی فاصله‌ها ممکن است بسیار بیشتر باشد. در صورت وجود، ابر هیل حاوی حدود ۵ برابر دنباله‌دار بیشتر از ابر اورت است.
دنباله‌دارهای ابر اورت به طور مداوم به وسیلهٔ محیط خود در معرض آشفتگی هستند. بخشی اندک؛ ولی غیر قابل چشم‌پوشی از آن‌ها، به مرور منظومهٔ خورشیدی را ترک یا وارد بخش درونی آن می‌شوند.